# بورش 996
بورش 996، (بالإنجليزية: Porsche 996)‏، هي سيارة تم إنتاجها من قبل شركة بورش.